# Incerticyclus martinicensis
Incerticyclus martinicensis foi uma espécie de gastrópodes da família Neocyclotidae.
Foi endémica da Martinique.